# Џумабос
Џумабос (мкд. Џумабос, тур. Cumabosu) је насеље у Северној Македонији, у југоисточном делу државе. Џумабос је насеље у оквиру општине Дојран.

## Географија
Џумабос је смештен у југоисточном делу Северне Македоније, близу државне границе са Грчком (6 km источно од села). Од најближег града, Ђевђелије, насеље је удаљено 50 km североисточно.
Насеље Џумабос се налази у историјској области Бојмија. Насеље је положено у омањој долини, у јужној подгорини планине Беласице, на приближно 260 метара надморске висине. 
Месна клима је измењена континентална са значајним утицајем Егејског мора (жарка лета).

## Становништво
Џумабос је према последњем попису из 2002. године био без становника. Насеље је спонтано расељено исељавањем етничких Турака у матицу у другој половини 20. века.